# Culicoides parararipalpis
Culicoides parararipalpis är en tvåvingeart som beskrevs av Gupta 1963. Culicoides parararipalpis ingår i släktet Culicoides och familjen svidknott. Inga underarter finns listade i Catalogue of Life.